# Amerikanska viner
Amerikanska viner är viner producerade i USA. Begreppet används vanligtvis inte om viner från hela Amerika eller Nordamerika.

## Vinregioner
Kommersiell vinproduktion förekommer i alla 50 delstater, men ett mindre antal av dem har nått stor ryktbarhet. De kaliforniska vinerna är de i särklass mest kända amerikanska vinerna, och Kalifornien producerar betydligt mer vin än övriga delstater tillsammans. Även delstaterna New York (bl.a. Rieslingviner), Oregon och Washington (bl.a. Pinot Noir-viner) har andra välkända regioner.
USA är indelat i över 200 American Viticultural Areas (AVAs) som används för att ange viners geografiska ursprung. En AVA kan avse ett mindre område som ingår i en annan, större AVA. Ett kaliforniskt exempel: Santa Clara Valley AVA ingår även i San Francisco AVA som ingår i Central Valley AVA.